# Línia Stalin

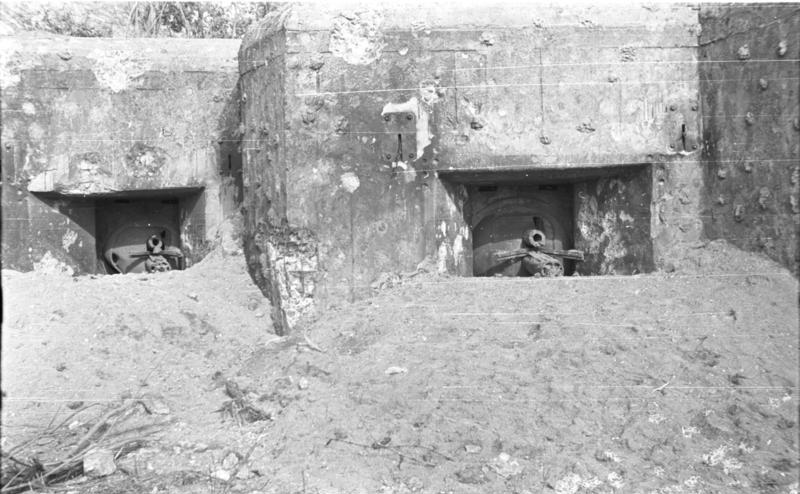
Emplaçaments d'armes en un búnquer de la Línia Stalin prop de Mogilëv

La Línia Stalin va ser una línia de fortificacions al llarg de la frontera occidental de la Unió Soviètica. Les obres es van iniciar en el sistema en la dècada de 1920 per protegir l'URSS contra els atacs d'Occident. La línia es compon de búnquers de formigó i emplaçaments d'armes, alguna cosa similar a la Línia Maginot, però menys elaborada. No va ser una línia contínua de defensa al llarg de tota la frontera, sinó més aviat una xarxa de regions fortificades, destinat a canalitzar els possibles invasors en alguns corredors.
Arran del Pacte Mólotov-Ribbentrop, amb l'expansió cap a l'oest de l'URSS el 1939 i 1940 a Polònia, el Bàltic i Bessaràbia, es va prendre la decisió d'abandonar la línia a favor de la construcció de la Línia Mólotov més cap a l'oest, al llarg de la nova frontera de l'URSS. Una sèrie de generals soviètics va sentir que seria millor mantenir les dues línies i tenir una defensa en profunditat, però això entrava en conflicte amb la doctrina militar soviètica abans de la Segona Guerra Mundial.

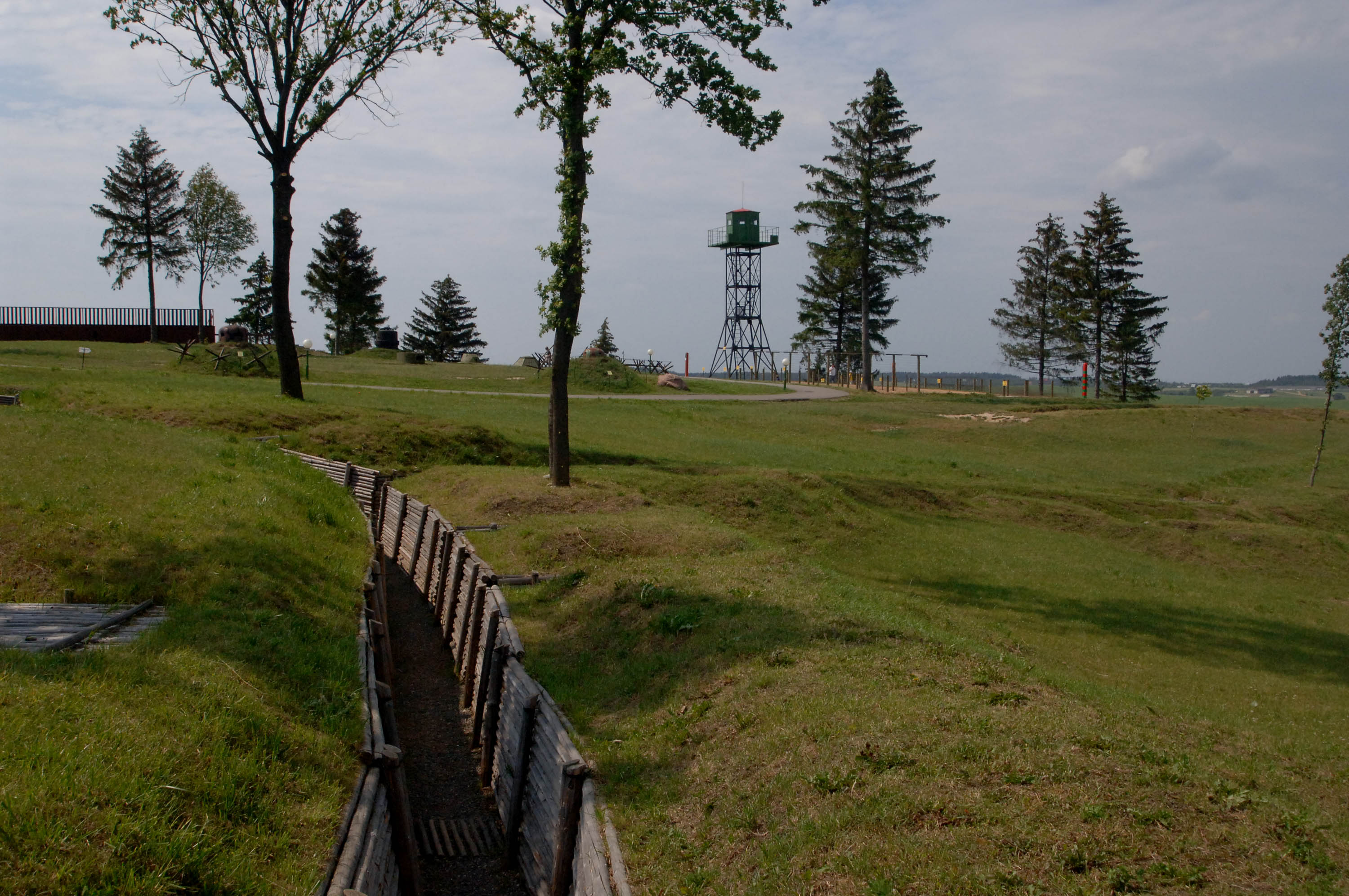
Restes de la Línia Stalin prop de Minsk

L'any 1941 la invasió de l'Eix va agafar els soviètics amb la nova línia sense acabar i la Línia Stalin es va abandonar en gran manera i en mal estat. Tampoc no era, doncs, de molta utilitat per aturar l'atac, encara que parts de la Línia Stalin es van fer servir al llarg del temps i van contribuir a la defensa de l'URSS.
Després de la Segona Guerra Mundial, la línia no es va mantenir, en part a causa de la seva gran dispersió a tota l'URSS. A diferència d'Europa occidental, on es van demolir fortificacions similars per raons de desenvolupament i de seguretat, gran part de la línia va sobreviure més enllà de la desintegració de l'URSS el 1991 per causes que s'ignoren. Avui en dia, les restes de les fortificacions de la Línia Stalin es troben a Belarús, Rússia i Ucraïna (més possiblement la part oriental de Moldàvia).